# Wild in the Country
Wild in the Country er en amerikansk farvefilm fra 1961. Filmen, hvis hovedrolle blev spillet af Elvis Presley, blev produceret af Jerry Wald på 20th Century Fox og havde Philip Dunne som instruktør.
Filmen blev indspillet i perioden 11. november 1960 til 18. januar 1961 og havde premiere i Memphis, USA den 15. juni 1961. Wild in the Country havde dansk premiere den 23. april 1962.
Wild in the Country, som er den syvende af en lang række film med Elvis Presley, er baseret på romanen "The Lost Country" af J. R. Salamanca og handler om familiens sorte får, der må gå så grueligt meget igennem inden han dog til slut havner på den rette hylde. Undervejs krydret med et par kærlighedsdramaer og et par slagsmål samt et par stille ballader. Filmen er optaget "on location" i Napa Valley og i Hollywood, Californien. 
Filmen var den sidste af Elvis' dramatiske filmroller. Fra hans næste film, Blue Hawaii og fremover, var der udelukkende tale om musicals. Disse gav ganske vist et stort afkast, men samtidig fjernede de ham for altid fra muligheden for at blive den seriøse skuespiller, som Wild in the Country egentlig lagde op til.

## Medvirkende
- Elvis Presley som Glenn Tyler
- Hope Lange som Irene Sperry
- Tuesday Weld som Noreen Braxton
- Millie Perkins som Betty Lee Parsons
- John Ireland som Phil Macy
- Gary Lockwood som Cliff Macy
- Rafer Johnson som Davis
- William Mims som Rolfe Braxton
- Raymond Greenleaf som Underwood
- Christina Crawford som Monica George

## Musik
Der var fire sange i filmen, alle sunget af Elvis Presley. De fire sange var:
- "Wild in the Country" (George David Weiss, Hugo Peretti, Luigi Creatore)
- "I Slipped, I Stumbled, I Fell" (Ben Weisman, Fred Wise)
- "In My Way" (Ben Weisman, Fred Wise)
- "Husky Dusky Day" (ukendt oprindelse) (a cappella duet med Hope Lange, sangen er aldrig udsendt på plade)

Alle sangene er indsunget i studiet hos Radio Recorders i Hollywood den 7. – 8. november 1960.
Herudover blev to sange indspillet ved samme indspilningssession, nemlig "Lonely Man" (Bennie Benjamin, Sol Marcus) der blev indspillet til filmen, men ikke brugt. Den blev i stedet udsendt som B-side på en single med "Surrender" (de Curtis, Pomus, Shuman) som A-side. Den anden sang der blev indspillet ved samme lejlighed var "Forget Me Never" (Fred Wise, Ben Weisman), som imidlertid ikke blev publiceret før end i juli 1965 da den udsendtes på albummet Elvis For Everyone.

## Links
- Wild in the Country på Internet Movie Database (engelsk)
- Wild in the Country på Scope
- Wild in the Country i Svensk Filmdatabas (svensk)
- Wild in the Country på MovieMeter (nederlandsk)
- Wild in the Country på AllMovie (engelsk)
- Wild in the Country på The Movie Database (engelsk)
- Wild in the Country på Rotten Tomatoes (engelsk)
- Wild in the Country på Filmaffinity (engelsk)
- Wild in the Country på Netflix (engelsk)
- Wild in the Country hos TV.com (engelsk)